# فهرست انقلاب‌های فرهنگی، فکری، فلسفی و فناوری

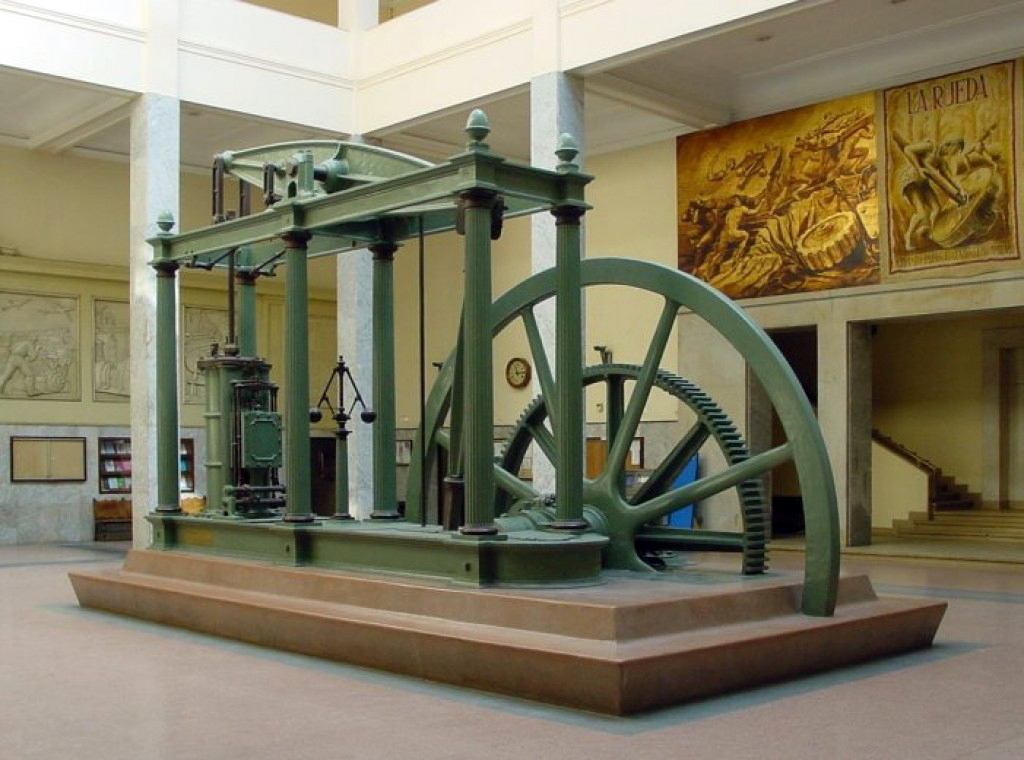
یک موتور بخار وات در مادرید. توسعه موتور بخار انقلاب صنعتی در بریتانیا و جهان را به پیش برد. موتور بخار برای پمپ آب از معدن‌کاری زغال‌سنگ ساخته شد و این امکان را به آنها داد که فراتر از سطح آب‌های زیرزمینی عمیق شوند.

فهرست انقلاب‌های فرهنگی، فکری، فلسفی و فناوری (به انگلیسی: List of cultural, intellectual, philosophical and technological revolutions) اصطلاح انقلاب برای اشاره به روندهایی استفاده می‌شود که منجر به تغییرات اجتماعی بزرگ خارج از حوزه سیاسی شده‌است. مانند تغییرات در آداب، فرهنگ، فلسفه یا تکنولوژی. بسیاری از آنها جهانی بوده‌اند در حالی که برخی دیگر تنها به یک کشور محدود شده‌اند.
چنین انقلاب‌هایی عبارتند از:
- انقلاب‌های کشاورزی، که عبارتند از:
  - انقلاب نوسنگی (شاید ۱۳۰۰۰ سال پیش)، که اساس توسعه تمدن بشری را تشکیل داد. معمولاً از آن به عنوان انقلاب اول کشاورزی یاد می‌شود.
  - انقلاب سبز (۱۹۴۵): استفاده از کودهای صنعتی و محصولات جدید تولیدات کشاورزی جهان را به شدت افزایش داد. معمولاً از آن به عنوان انقلاب دوم کشاورزی یاد می‌شود.
  - انقلاب کشاورزی بریتانیا (سده ۱۸) که به شهرنشینی دامن زد و در نتیجه به راه اندازی انقلاب صنعتی کمک کرد.
  - انقلاب کشاورزی اسکاتلند (سده ۱۸) که به پاکسازی سرزمین پست انجامید.
- انقلاب تجاری: دوره‌ای از گسترش اقتصادی اروپا، استعمار و مرکانتیلیسم که تقریباً از قرن شانزدهم تا اوایل سده هجدهم ادامه داشت.
- ضدفرهنگ دهه ۱۹۶۰ (تقریباً ۱۹۶۰ و ۱۹۷۳) یک انقلاب اجتماعی بود که در ایالات متحده و انگلستان سرچشمه گرفت و در نهایت به سایر کشورهای غربی گسترش یافت. مضامین این جنبش شامل جنبش ضد جنگ، حقوق مدنی برای آمریکایی‌های آفریقایی‌تبار، شورش علیه هنجارهای محافظه کارانه، مصرف مواد مخدر و انقلاب جنسی بود (در ادامه ببینید).
  - انقلاب جنسی: تغییر در اخلاق جنسی و رفتار جنسی در سراسر جهان غرب، عمدتاً در طول دهه ۱۹۶۰ و ۱۹۷۰.
- چینی‌ها انقلاب فرهنگی: مبارزه برای قدرت در داخل حزب کمونیست چین که رشد کرد و بخش‌های بزرگی از جامعه چین را دربر گرفت و در نهایت جمهوری خلق چین را به آستانه جنگ داخلی کشاند و از ۱۹۶۶ تا ۱۹۷۶ ادامه یافت.
- ایران انقلاب فرهنگی: مبارزه برای قدرت در داخل ایران پس از بازگشت آیت الله خمینی به تهران در ۱۲ بهمن ۱۳۵۷ پس از یک تبعید ۱۵ ساله که در دسامبر همان سال به عنوان رهبر مادام العمر اعلام شد و از سال ۱۳۵۷ تا ۱۳۶۸ ادامه یافت.
- انقلاب دیجیتال: تغییرات گسترده‌ای که توسط محاسبات و فناوری ارتباطات به وجود آمد، از حدود سال ۱۹۵۰ با ایجاد اولین الکترونیکهای همه منظوره شروع شد.
- انقلاب صنعتی: تغییر عمده شرایط فنی، اجتماعی-اقتصادی و فرهنگی در اواخر سده ۱۸ و اوایل سده ۱۹ که در بریتانیا آغاز شد و در سراسر جهان گسترش یافت.
  - انقلاب صنعتی دوم (۱۸۷۱–۱۹۱۴).
- انقلاب قیمت: مجموعه‌ای از رویدادهای اقتصادی از نیمه دوم سده پانزدهم تا نیمه اول سده هفدهم، انقلاب قیمت به‌طور خاص به نرخ بالای تورم اشاره دارد که ویژگی دوره در سراسر غرب اروپا است.
- انقلاب آرام: دوره‌ای از تغییرات سریع در کبک، کانادا، در دهه ۱۹۶۰. این منجر به جنبش جدایی طلبی برای حاکمیت کبک و دو رفراندوم شد.
- انقلاب علمی: دگرگونی اساسی در ایده‌های علمی در حدود سده شانزدهم.
- انقلاب پارینه سنگی فوقانی: ظهور «فرهنگ عالی»، فناوری‌های جدید و فرهنگ‌های متمایز منطقه‌ای.